# Mittersheim
Mittersheim ist eine französische Gemeinde mit 579 Einwohnern (Stand 1. Januar 2022) im Département Moselle in der Region Grand Est (bis 2015 Lothringen). Sie gehört zum Arrondissement Sarrebourg-Château-Salins und zum Kanton Sarrebourg.

## Geographie
Mittersheim liegt etwa 16 Kilometer nordwestlich von Sarrebourg (deutsch Saarburg) am Saarkanal auf einer Höhe zwischen 221 und 272 m über dem Meeresspiegel. Der Nordosten und der Süden des 16,77 km² umfassenden Gemeindegebietes sind Teil des Regionalen Naturparks Lothringen. 
Der Ort liegt am Nordufer des Grand Étang de Mittersheim (Großer Mittersheimer Weiher), der auch Lac Vert genannt und vom Flüsschen Naubach durchquert wird. An der Nordgrenze der Gemeinde liegt der Weiler Pont-Neuf (Neubrück), ansonsten besteht das Gemeindegebiet größtenteils aus Wald (Forêt de Fénétrange).

## Geschichte
Der Ort wurde 1328 unter dem Namen Villa de Muterchingen erwähnt, 1524 als Myttersheim.
Bis zum Jahr 1766 gehörte der Ort zum Heiligen Römischen Reich Deutscher Nation. Dann kam er zu Frankreich. Nach dem Frieden von Frankfurt gehörte er von 1871 bis 1918 zum Deutschen Reich, und 1919 kam er erneut zu Frankreich.
Im Gemeindewappen steht der sinberne Balken auf blauem Grund für die Herren von Fénétrange, denen Mittersheim gehörte. Der Balken ist wellenförmig, um an den Mittersheimer See zu erinnern. Geweih und Kreuz sind die Attribute des Heiligen Hubertus, des Schutzpatrons der Gemeinde.

### Bevölkerungsentwicklung
| Jahr      | 1962 | 1968 | 1975 | 1982 | 1990 | 1999 | 2007 | 2019 |
| Einwohner | 606  | 641  | 639  | 632  | 627  | 571  | 563  | 603  |

## Sehenswürdigkeiten

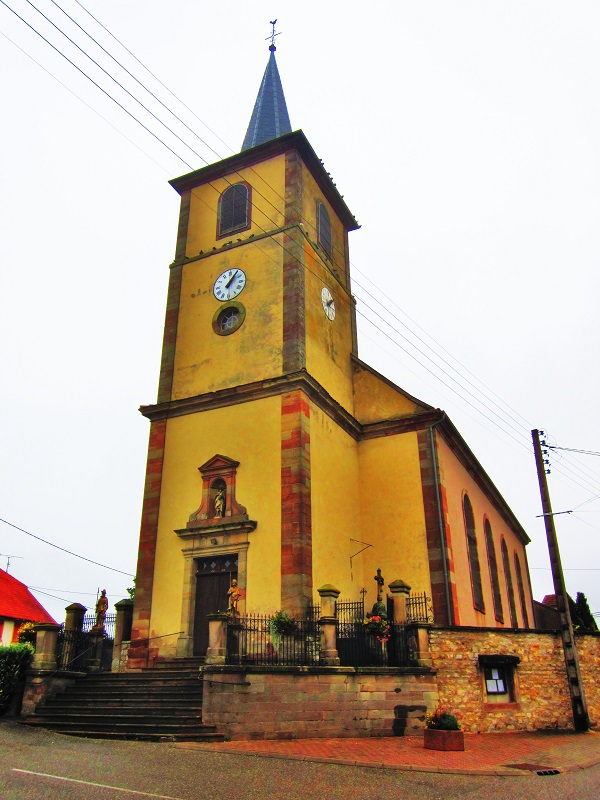
Kirche Saint-Hubert
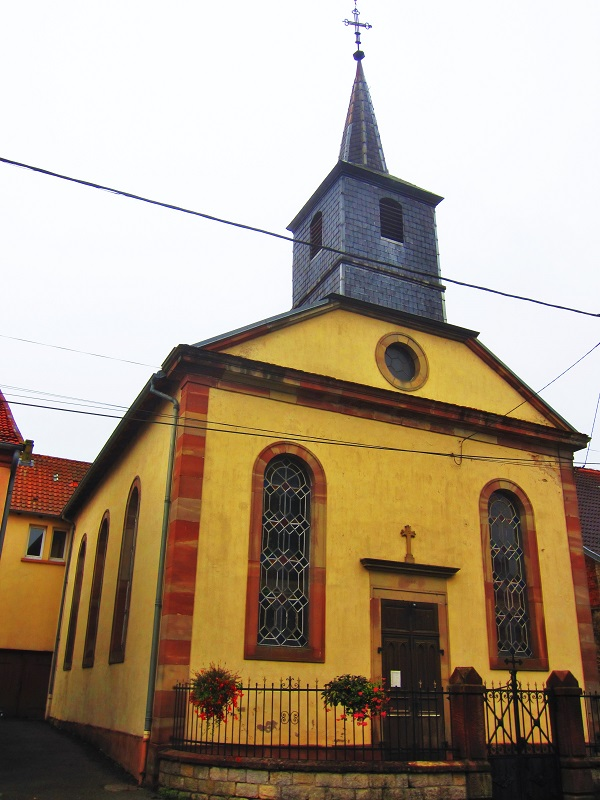
Lutherische Kirche

## Belege
1. ↑   Franz Xaver Kraus: Kunst und Alterthum in Elsass-Lothringen. Beschreibende Statistik. Band III: Kunst und Althertum in Lothringen, Friedrich Bull, Straßburg 1886, S. 786 (online).
2. ↑  Wappenbeschreibung auf genealogie-lorraine.fr (französisch)